# Черняк, Александр
Александр Черняк (? — 1932) — украинский военнослужащий, анархист, редактор, литератор.

## Биография
Родился в конце девятнадцатого столетия в Иваново, Иваново-Вознесенской губернии, Российской империи.
В январе 1919 года с группой активистов «Набата» приехал в Гуляйполе с Харькова и привёз анархисткую литературу и газету «Набат».
12 февраля 1919 года принимал участие в II-ом съезде фронтовиков-повстанцев, рабочих и крестьянских Советов, отделов и подотделов военно-полевого штаба Гуляйпольского района, который проходил в Гуляйполе. На этом съезде Александра избрали членом Военно-революционного Совета РПАУ от Ивановской конфедерации и культпросвета.
В середине июня 1919 года на станции Федоровка прошло собрание командиров на котором Черняка избрали командиром группы анархо-террористов, группе была поставлена задача выехать в Сибирь и взорвать ставку Колчака. Прибыв за Урал, Черняк участвовал в повстанческом движении после разгрома повстанчества эмигрировал в Польшу где жил в Варшаве. В середине 20-х годов поддерживал связь с Харьковскими анархистами.
В 1930 годах эмигрировал в Южную Америку где жил в Аргентине и Уругвае. В Аргентине был редактором газеты «Издание групп „Дело труда“ Южной Америки».